# Diglossa humeralis
Diglossa humeralis là một loài chim trong họ Thraupidae.